# Grand Morne
Le Grand Morne est une montagne située à Sainte-Clotilde-de-Beauce dans la région Chaudière-Appalaches au Québec au Canada.

## Toponymie
Le mot « morne » est présent dans quarante toponymes du Québec. Le Grand Morne doit son nom à ses caractéristiques physiques.
Le toponyme du Grand Morne a été approuvé le 28 mai 1971 par la Commission de toponymie. Avant cette date, la montagne portait le nom de Broughton, d'après le canton où elle est située. Une carte topographique de 1944 lui donne le nom de Broughton Mountain et le répertoire géographique du Québec de 1969 celui de mont Broughton. Elle prend le nom du Grand Morne en 1971 et n'en change plus par la suite. Une enquête toponymique en 1964 avait révélé une dizaine de noms pour désigner le Grand Morne : le mont Bleu, le morne Bleu, le morne du Dix, le Morne, le mont Mornégilde, le morne du Onze, le morne Sacré-Cœur, le morne Sacré-Cœur-de-Marie et le morne de Sainte-Clotilde.

## Géographie

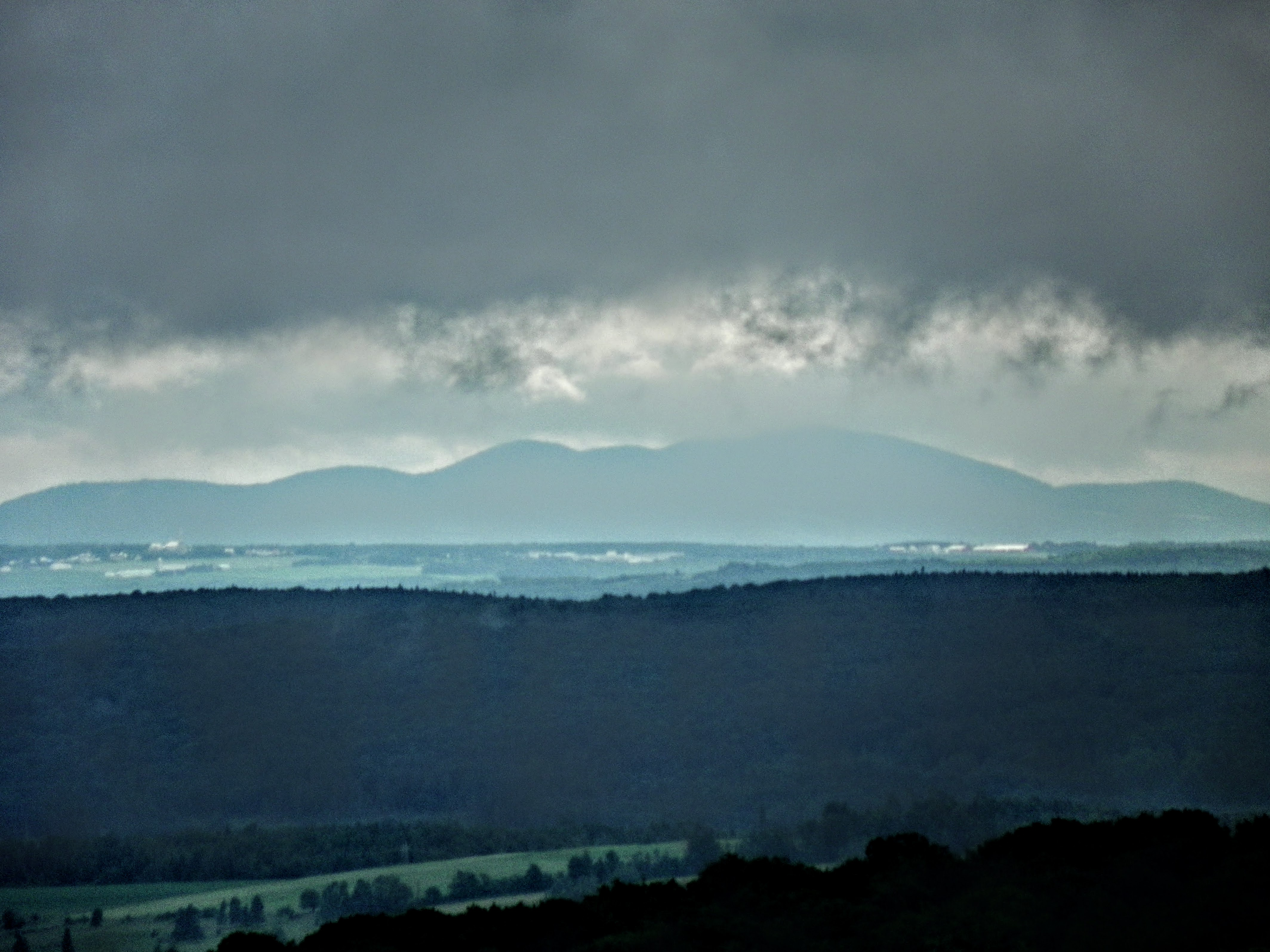
Vue du Grand Morne depuis Saint-Frédéric.

Le Grand Morne a une altitude de 608 m. Il est l'un des sommets d'une formation rocheuse qui s'étend depuis l'État du Vermont vers le nord-est, au Québec. La montagne est située dans la MRC Les Appalaches. Sa face sud-ouest comprend une paroi quasi-verticale de 120 m de hauteur.

## Tourisme
Le Grand Morne est accessible depuis le sud-est par le 11e Rang, qui se prolonge au nord-ouest par le chemin de la Grande-Ligne. Plusieurs activités peuvent y être pratiquées telles que l’escalade, le deltaplane, le parapente et la randonnée pédestre.